# 小川典子
小川 典子（おがわ のりこ、1962年1月28日 - ）は、日本のクラシック音楽のピアニスト。神奈川県川崎市出身。

## 来歴
東京音楽大学付属高等学校（1977年 - 1980年）、ジュリアード音楽院（1981年 - 1985年）卒業後、ベンジャミン・カプランに師事した。ニューヨークでは1982年にデビューしており、ロンドンでのデビューは1988年となる。1997年からは、スウェーデンのクラシック音楽レーベルであるBISレコードの専属レコーディングアーティストとなっている。2001年よりイギリス人ピアニストの キャスリン・ストットとピアノ・デュオを組み共演 、BISレコードにてフレデリック・ディーリアス作品のレコーディングを行なった。2003年、2人はグラハム・フィトキンの「サーキット」を初演。またクラリネット奏者のマイケル・コリンズとも長く共演を行なう。
小川はラン・シュイ指揮シンガポール交響楽団との共演によるアレクサンドル・チェレプニンの協奏曲をレコーディングしたことで知られる。武満徹とは関係が深く、2008年9月にはBBCワールドワイド（英国）のクラシック音楽番組「ビジョナリー」に出演し、武満の音楽を紹介した。2011年にはクロード・ドビュッシー全曲集のレコーディングを完成させると共に、 モーツァルトの新盤をBISレコードで制作した。ドビュッシーの複数のディスクは武満の録音と同様、「グラモフォン」誌の編集者による特選盤に選出された。
菅野由弘、藤倉大等の現代作曲家に定期的に作曲を委嘱、作品を初演している。ロンドンのギルドホール音楽演劇学校、東京の東京音楽大学においては各々教授、客員教授として指導を行なっている。2011年3月の東日本大震災に対して、復興支援に向けた基金の活動に参加している。

## 受賞歴
- 第2回日本国際音楽コンクール第2位（1983年）
- リーズ国際ピアノ・コンクール第3位（1987年[2][11]）
- 文化庁芸術選奨文部大臣新人賞受賞（1999年）
- 第5回ホテルオークラ音楽賞（2003年）
- 川崎市文化賞受賞（2006年）

## 著作
- 小川典子 編『夢はピアノとともに』時事通信出版局、2008年2月。
- スーザン・トムズ著 小川典子訳 編『静けさの中から: ピアニストの四季』春秋社、2012年6月。